# پاولو پولیچ
پائولو پولیچی (به ایتالیایی: Paolo Pulici) بازیکن فوتبال و اهل ایتالیا است

## تیم ملی
از سال ۱۹۷۳ میلادی عضو تیم ملی فوتبال ایتالیا بوده و در ۱۹ بازی ملی حضور داشته‌است. او در بازی‌های ملی‌اش ۵ گل به ثمر رساند.
پاولو پولیچ آخرین بازی ملی خود را در سال ۱۹۷۸ میلادی انجام داد.